# Парламентские выборы в ФРГ (1980)
Парламентские выборы в Западной Германии 1980 года (нем. Bundestagswahl 1980) — 9-е демократические выборы в Бундестаг Западной Германии, состоявшиеся 5 октября 1980 года. Предвыборная кампания была одной из самых противоречивых и эмоциональных в истории Германии. Премьер-министр Баварии Франц Йозеф Штраус стал первым политиком из Христианско-социального союза, баллотировавшимся на пост канцлера от коалиции ХДС/ХСС, одержав победу в ожесточённой внутрипартийной борьбе за власть. Его главным соперником был действующий канцлер Гельмут Шмидт из Социал-демократической партии, возглавлявший социально-либеральную коалицию со свободными демократами после отставки Вилли Брандта в 1974 году. По итогам выборов коалиция выиграла явное большинство мест, несмотря на то, что вместе ХДС и ХСС набрали больше голосов, чем СДПГ. В 1982 году альянс распался из-за разногласий между её участниками по поводу экономической политики на фоне нефтяного кризиса. Выборы 1980 года стали первыми, в которых участвовала недавно сформированная партия зелёных, набравшая 1,5% голосов.

## Предвыборная кампания

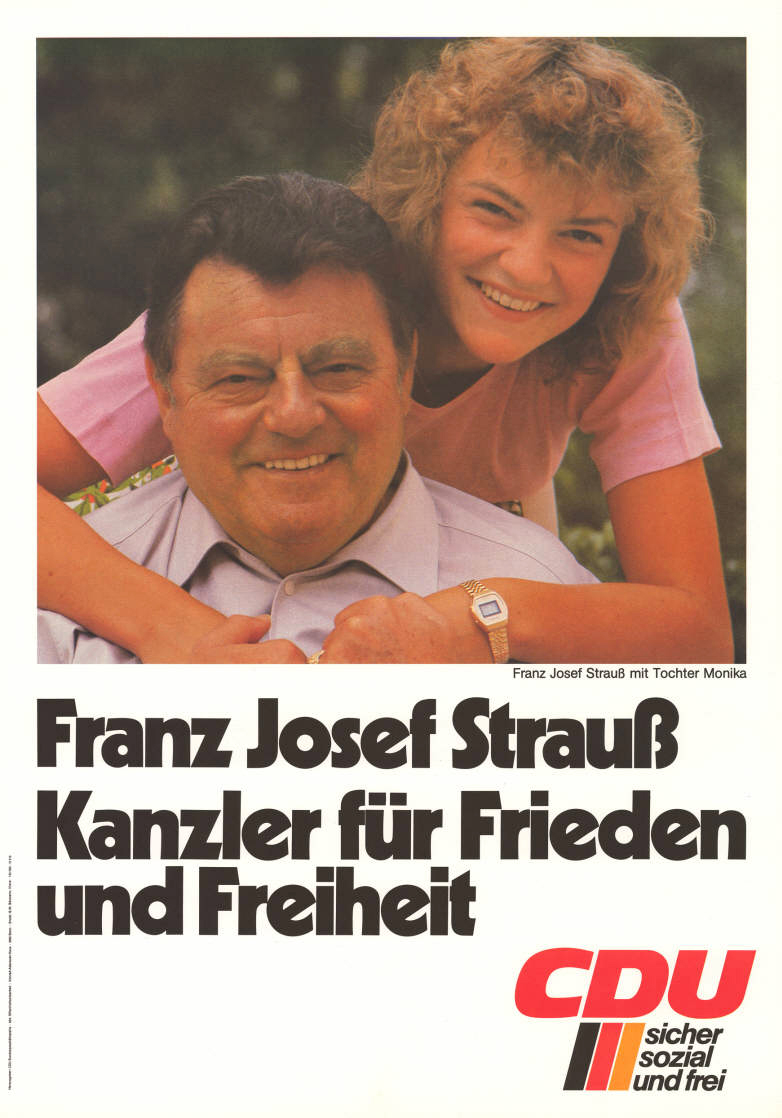
Канцлер за мир и свободу. Штраус с дочерью Моникой на предвыборном плакате, 1980

24 мая 1979 года тогдашний премьер-министр Баварии и председатель ХСС Франц Йозеф Штраус объявил, что он готов выдвинуть свою кандидатуру на пост канцлера от союза ХДС/ХСС и заявил, что получил поддержку от некоторых политиков из ХДС, однако 28 мая Федеральный исполнительный совет ХДС одобрил кандидатуру Эрнста Альбрехта, премьер-министра Нижней Саксонии. Действующий председатель партии Гельмут Коль ранее отказался баллотироваться после поражения на выборах 1976 года, но поддерживал Альбрехта сильнее, чем Штрауса. Репутация последнего была неоднозначной внутри ХДС/ХСС после дела журнала Шпигель 1962 года, которое вынудило политика, тогда занимавшего пост министра обороны, уйти в отставку. После недель публичных дебатов парламентская группа ХДС/ХСС избрала Штрауса своим совместным кандидатом на пост канцлера на тайном голосовании 2 июля 1979 года: за него проголосовали 57% депутатов против 43%, проголосовавших за Альбрехта.
Предвыборная кампания сосредоточилась на конфликте между действующим канцлером Гельмутом Шмидтом и Штраусом. В целом, чрезвычайно поляризующий имидж кандидата ХДС/ХСС помог социально-либеральной коалиции. Шмидт пользовался широкой поддержкой населения благодаря своей решительности в борьбе с левым терроризмом и экономическому росту. Кампания быстро стала эмоциональной и ожесточённой: в одной из реклам СДПГ высмеивалась манера речи Штрауса. Свободные демократы поддерживали продолжение коалиции с социал-демократами и выступали против однопартийного правительства ХДС/ХСС. Штраус стремился изобразить себя как отца страны и уважаемого политика с большим международным опытом. За несколько дней до выборов, 5 октября 1980 года, журналист газеты «Шпигель» писал: «Партии не сдержали своего обещания: вместо предвыборной кампании, полной споров, они предложили публике поток грубых оскорблений и клеветы. Публика с отвращением отвернулась».
Среди вопросов, поднимавшихся в ходе предвыборной кампании, были бурные протесты во время торжественной церемонии приведения к присяге вооружённых сил Германии 6 мая 1980 года в Бремене, которые выявили серьёзные внутрипартийные противоречия по вопросам политики безопасности в СДПГ, ввод советских войск в Афганистан и последовавшее за ним обострение отношений востока и запада и дебаты о защите окружающей среды и ядерной энергетике. На митинге Штрауса в том же городе также вспыхнули беспорядки. За несколько дней до выборов произошёл теракт на фестивале «Октоберфест».
По результатам голосования социально-либеральная коалиция получила явное большинство: СвДП набрала 10,6% голосов и получила 14 мест больше, чем не предыдущих выборах, а СДПГ получила 42,9% и на 4 места больше, чем в 1976 году. ХДС/ХСС показала худший результат с 1949 года, который стал сокрушительным поражением для Штрауса. Результатами выборов были также сильно разочарованы зелёные, набравшие всего 1,5% голосов. Возможно, многие потенциальные сторонники партии решили проголосовать за социал-демократов, чтобы не допустить Штрауса до поста канцлера. 5 ноября 1980 года Шмидт был переизбран канцлером при поддержке СДПГ и свободных демократов, но вскоре отношения между партнёрами стали ухудшаться на фоне экономического кризиса, вызванного вторым нефтяным кризисом. Из-за этого различия во взглядах СвДП и СДПГ на экономику стали очевидными. В сентябре 1982 года коалиция распалась, а новым канцлером стал христианский демократ Гельмут Коль, который будет занимать этот пост ещё 16 лет.

## Итоги
|  | Партия                                   | Голосов по партийным спискам | Мест по партийным спискам | Голосов по избирательным округам | Мест по избирательным округам | Всего мест | Δ   |
|  | Социал-демократическая партия Германии   | 16 260 677 (42,9 %)          | 91                        | 16 808 861 (44,5 %)              | 127                           | 228        | ▲4  |
|  | Христианско-демократический союз         | 13 467 207 (34,2 %)          | 93                        | 12 989 200 (35,6 %)              | 81                            | 185        | ▼16 |
|  | Свободная Демократическая партия         | 4 030 999 (10,6 %)           | 53                        | 2 720 480 (7,2 %)                | 0                             | 53         | ▲14 |
|  | Христианско-социальный союз              | 3 908 459 (10,3 %)           | 40                        | 3 941 365 (10,4 %)               | 12                            | 52         | ▼1  |
|  | Зелёные                                  | 569 589 (1,5 %)              | 0                         | 732 619 (1 %)                    | 0                             | 0          | 0   |
|  | Германская коммунистическая партия       | 71 600 (0,2 %)               | 0                         | 107 158 (0,3 %)                  | 0                             | 0          | 0   |
|  | Национал-демократическая партия Германии | 68 096 (0,2 %)               | 0                         | —                                | —                             | 0          | 0   |
|  | Прочие партии                            | 40 361 (0 %)                 | 0                         | 28 841 (0 %)                     | 0                             | 0          |     |
|  | Общий результат                          | 37 938 981                   | 100 %                     | 37 806 531                       | 100 %                         | 519        |     |